# Islanda ai Giochi della IV Olimpiade
L'Islanda ha partecipato ai Giochi della IV Olimpiade, svoltisi a Londra dal 27 aprile al 31 ottobre 1908. Non ebbe una delegazione ufficiale poiché all'epoca era ancora una provincia danese, tuttavia in quell'edizione dei Giochi, per la prima volta un atleta islandese poté partecipare alle Olimpiadi: si trattò del campione di glíma Jóhannes Jósefsson, che gareggiò nella lotta greco-romana giungendo quarto nella categoria dei pesi medi, competizione che vide il podio completamente occupato da atleti scandinavi.